# Irene Galitzine
Irene Galitzine (russisch Ирина Галицина/Irina Galizina; * 22. Juli 1916 oder 1918 in Tiflis/Georgien; † 20. Oktober 2006 in Rom) war eine italienische Modeschöpferin russischer Herkunft.
Sie war das einzige Kind des Fürsten Boris Galizin (1878–1958) und seiner ersten Gattin Nina Petrovna Kovaldji (1888–1957). 
Ihre Mutter brachte sie im Zuge der russischen Oktoberrevolution und den sich anschließenden Bürgerkriegswirren nach Rom, wo sie im Jahre 1949 Silvio Medici de Menezes (1903–1989) heiratete. Die Ehe blieb kinderlos.
International bekannt wurde die Modeschöpferin vor allem in den 1960er Jahren. Damals kleidete sie unter anderem Audrey Hepburn, Jacqueline Kennedy und Liz Taylor ein. Ihre Kreationen wurden unter anderem im Metropolitan Museum of Art in New York ausgestellt.